# Football Club Ashdod

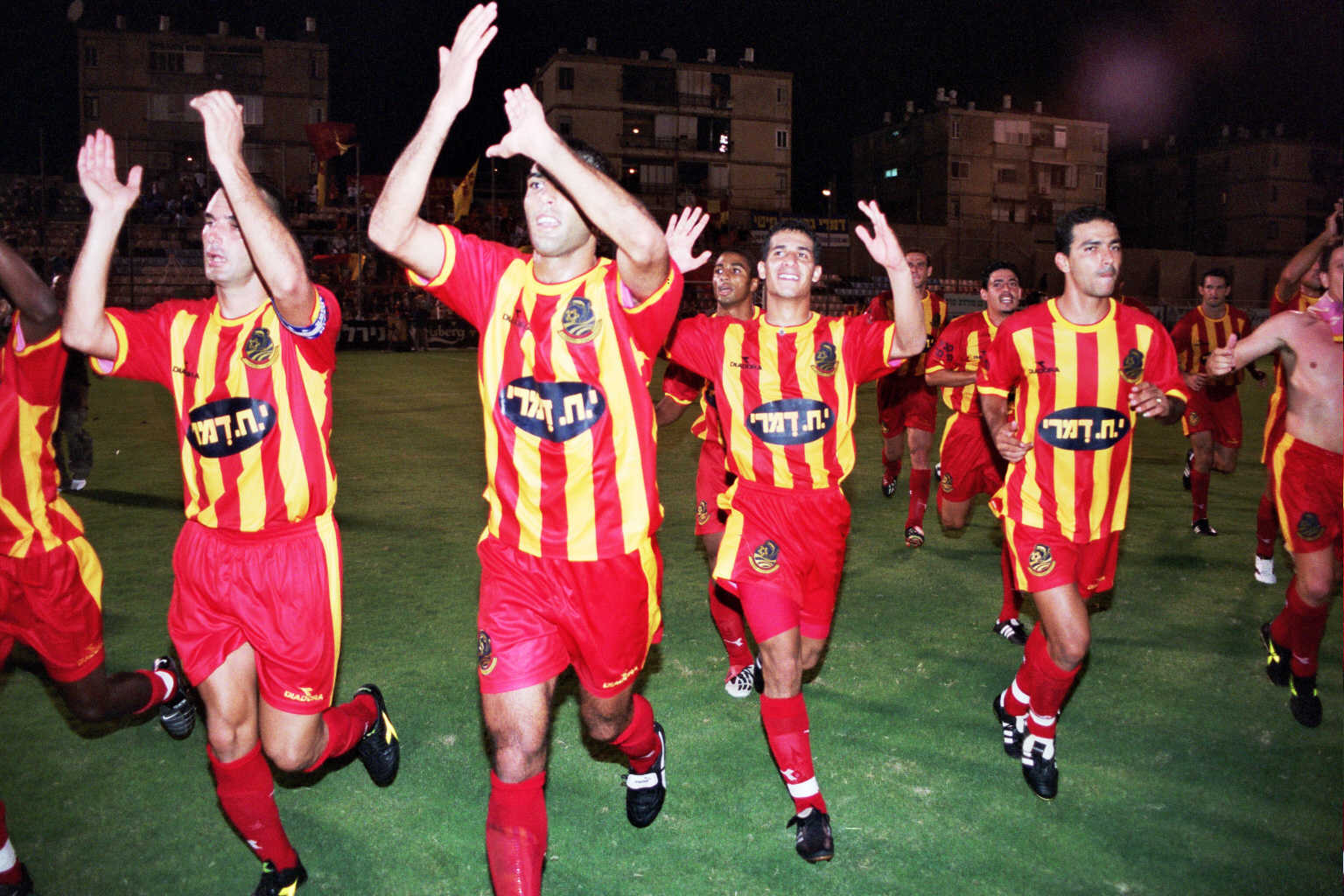
Jugadores de Football Club Ashdod celebrando una victoria en 2003.

El FC Ashdod (en hebreo: מועדון ספורט אשדוד, Moadon Sport Ashdod, lit. Ashdod Sport Club‎) es un club de fútbol israelí con sede en la ciudad de Ashdod. El para nada ortodoxo nombre del equipo (en el sentido de que no lleva ni asociación, ni Hapoel, ni Maccabi, ni Beitar, etc.) se debe a la fusión de los dos equipos rivales de la ciudad, el Hapoel Ashdod FC y el Maccabi Ironi Ashdod FC.

## Historia
Durante los primeros años de su historia el club vestía completamente de azul, pero cuando Haim Revivo adquirió un puesto importante dentro del club, los colores fueron cambiados al rojo y amarillo. Se tomó esta decisión porque se entendió que la vestimenta debía llevar los colores de los dos equipos que se fundieron para formar el F.C. Ashdod actual.
El club no logró inmediatamente éxitos tras su fusión, pero los resultados y la regularidad si llegaron, fruto de la paciencia. En la 2004/05 se logra un tercer puesto en liga que le permite acceder a la Copa de la UEFA. Además, alcanzaron la final de la Toto Cup, donde perdieron por penaltis frente al Hapoel Petah-Tikvah. Su participación en a UEFA se redujo a la segunda ronda, donde cayeron frente al NK Domzale esloveno (3-3, eliminados por el valor doble de los goles fuera de casa).
A mediados de la 2005/06 llegó en calidad de cedido, Javi González, primer español en jugar en Israel. Su llegada se debió a la amistad entre el jugador y Haim Revivo, miembro de la directiva del club hebreo.

## FC Ashdod en Europa
| Temporada | Competición              | Ronda    | Club    | Resultado |
| --------- | ------------------------ | -------- | ------- | --------- |
| 2005/06   | UEFA Cup                 | 2ª ronda | Domzale | 2-2, 1-1  |
| 2021-22   | Europa Conference League | 2ª ronda | Qarabağ | 0–1, 0–0  |